# Дін Геллер
Дін Артур Геллер (англ. Dean Arthur Heller; нар. 10 травня 1960, Кастро-Веллі, Каліфорнія) — американський політик-республіканець, сенатор США від Невади з 2011 року.

## Біографія
Навчався у Carson High School у місті Карсон-Сіті. У 1985 році закінчив Університет Південної Каліфорнії, після чого працював біржовим маклером.
З 1990 по 1994 він входив до Асамблеї Невади, з 1995 по 2007 був секретарем штату Невада. Член Палати представників США з 2007 по 2011.
Одружений, має чотирьох дітей. Належить до Церква Ісуса Христа Святих останніх днів.